# Pedro Guerrero (beisbolista)
Pedro Guerrero (San Pedro de Macorís, 29 de junio de 1956) es un ex infielder/outfielder dominicano que jugó en las Grandes Ligas de Béisbol. Durante su paso por las mayores militó en los equipos Dodgers de Los Ángeles, Cardenales de San Luis, y Sioux Falls Fighting Pheasants (equipo del béisbol independiente)  entre 1993-1994.

## Carrera
El escritor Bill James llamó a Guerrero "el mejor bateador que Dios ha hecho en mucho tiempo." En las ligas menores Guerrero participó en el Juego de Estrellas en dos ocasiones, tanto en la primera base como en la tercera base.

### Los Angeles Dodgers
Originalmente firmado como amateur por los Indios de Cleveland, Guerrero fue adquirido por los Dodgers en un cambio por el lanzador Bruce Ellingsen. Entró a la alineación de los Dodgers en la segunda base en sustitución del lesionado Davey Lopes.
Guerrero impulsó cinco carreras en el último partido de la Serie Mundial de 1981, que le valió un lugar de las tres primeras posiciones del premio MVP de la Serie Mundial (compartiéndolo con Ron Cey y Steve Yeager). En 1982, se convirtió en el primer Dodger al conectar 30 jonrones y robarse 20 bases en una temporada, y lo hizo de nuevo el año siguiente.
En 1985, Guerrero empató un récord en Grandes Ligas con 15 jonrones en junio, y también empató el récord de Los Angeles Dodgers con 33. Se embasó 14 veces consecutivas ese mismo año, sólo dos por debajo del récord establecido por Ted Williams, y lideró la liga en slugging, en OBP y en porcentaje de jonrones. 
Guerrero fue un corredor de bases agresivo, pero con un pobre deslizamiento. Se rompió un tendón deslizándose en durante un spring training y se perdió la mayor parte de la temporada de 1986. Pero en 1987 bateó .338 y ganó el premio Comeback Player of the Year de la UPI. Su promedio de bateo de ese año fue el más alto de cualquier Dodger desde el .346 registrado por Tommy Davis en 1962.
Los Dodgers lo pasaron del outfield a ser el tercera base titular como reemplazo de Ron Cey. También jugaba esporádicamente en la primera base cuando era necesario. A pesar de que ganó la reputación de ser inestable en tercera, fue estadísticamente tan bueno como cualquiera en la liga.

### St. Louis Cardinals
Durante la temporada de 1988 fue canjeado por los Dodgers a los Cardenales de San Luis por el lanzador John Tudor.
En 1989, Guerrero fue considerado para ganar el MVP, bateando .311 con 17 jonrones, 117 carreras impulsadas y 42 dobles. Su rendimiento cayó drásticamente después. En 1992 una lesión en el hombro lo limitó a 43 juegos y terminó su carrera de Grandes Ligas bateando apenas .219 con un jonrón.

## Liga Dominicana
Guerrero (apodado "La Negra Pola") jugó en la Liga Domincana durante once temporadas entre 1974 y 1986 para Estrellas Orientales y Leones del Escogido. Terminó con promedio de .290, 264 hits, 38 dobles, 13 triples y 21 jonrones.

## Después del béisbol
En septiembre de 1999, Guerrero fue arrestado por tratar de comprar 33 libras de cocaína a un expendedor encubierto.
En junio de 2002, fue absuelto de los cargos de conspiración de drogas después de que su abogado argumentó que su bajo coeficiente intelectual le impedía comprender que estaba tratando con un vendedor de drogas.
Más tarde, en  1999, O.J. Simpson afirmó en una llamada al 911 que su entonces novia,  Christie Prody, había desaparecido y había estado consumiendo drogas durante dos días con Guerrero.
En 2011, Guerrero se unió a la Liga Invernal de Arizona como instructor de bateo.